# 饥饿 (计算机科学)
在计算机科学中，饥饿（starvation）是指在并发计算中，进程一直无法获得运行所需的必要资源而发生的问题。排程、互斥锁算法、资源泄漏等都可能导致饥饿，或者在被DoS攻击（如fork炸弹）时主动产生饥饿。
在并发计算中，如果饥饿不可能发生，这个算法就被称为是“starvation-free”（无饥饿）、“lockout-freed”（无闭锁）的，或者称其拥有「有限旁路」（finite bypass）。这一属性是存活的例子，也是互斥锁算法的两个条件之一（另一个是正确性）。